# Vance megye
Vance megye az Amerikai Egyesült Államokban, azon belül Észak-Karolina államban található. Megyeszékhelye és legnagyobb városa Henderson. Lakosainak száma 42 578 fő (2020. április 1.). Vance megye Mecklenburg, Warren, Franklin és Granville megyékkel határos.

## Népesség
A megye népességének változása:
| Lakosok száma | 45 350 | 45 165 | 45 052 | 44 808 | 44 568 | 42 578 |
|               | 2010   | 2011   | 2012   | 2013   | 2015   | 2020   |